# Capital City 300 1968
Capital City 300 1968 var ett stockcarlopp ingående i Nascar Grand National Series (nuvarande Nascar Cup Series) som kördes 8 september 1968 på den 0,625 mile (1,006 km) långa ovalbanan Virginia State Fairgrounds i Richmond i Virginia. Totalt avverkades 187,5 miles (301,752 km) fördelat på 300 varv. 
Banunderlaget var asfalt. Loppet vanns av Richard Petty i en Plymouth på tiden 2:11.20 körande för Petty Enterprises. Pettys snitthastighet var 85.659 mph. Det var Pettys 87:e vinst av totalt 200 i karriären. Prispotten uppgick till 11 510 dollar, varav 2 400 dollar gick till segraren.

## Resultat
| Plc     | Nr | Förare          | Team/ bilägare           | Konstruktör | Start | Varv | Ledda varv |
| ------- | -- | --------------- | ------------------------ | ----------- | ----- | ---- | ---------- |
| 1       | 43 | Richard Petty   | Petty Enterprises        | Plymouth    | 1     | 300  | 215        |
| 2       | 17 | David Pearson   | Holman Moody             | Ford        | 2     | 300  | 64         |
| 3       | 21 | Cale Yarborough | Wood Brothers Racing     | Mercury     | 4     | 299  | 7          |
| 4       | 2  | Bobby Allison   | J.D. Bracken             | Chevrolet   | 6     | 299  | 0          |
| 5       | 3  | Buddy Baker     | Fox Racing               | Dodge       | 3     | 298  | 0          |
| 6       | 71 | Bobby Isaac     | K&K Insurance Racing     | Dodge       | 5     | 297  | 0          |
| 7       | 15 | Ray Hendrick    | Tom Friedkin             | Plymouth    | 8     | 295  | 7          |
| 8       | 48 | James Hylton    | Hylton Engineering       | Dodge       | 7     | 293  | 0          |
| 9       | 64 | Elmo Langley    | Langley-Woodfield Racing | Ford        | 9     | 293  | 0          |
| 10      | 20 | Clyde Lynn      | Negre Racing             | Ford        | 10    | 284  | 0          |
| 11      | 4  | John Sears      | DeWitt Racing            | Ford        | 12    | 279  | 0          |
| 12      | 38 | Wayne Smith     | Archie Smith             | Chevrolet   | 18    | 273  | 0          |
| 13      | 34 | Wendell Scott   | Scott Racing             | Ford        | 20    | 271  | 0          |
| 14      | 57 | Ervin Pruitt    | Ervin Pruitt             | Dodge       | 16    | 265  | 0          |
| 15      | 76 | Ben Arnold      | Don Culpepper            | Ford        | 24    | 262  | 0          |
| 16      | 25 | Jabe Thomas     | Robertson Racing         | Ford        | 28    | 260  | 0          |
| 17      | 19 | Cecil Gordon    | Gray Racing              | Ford        | 21    | 257  | 0          |
| 18      | 83 | Worth McMillion | Allen McMillion          | Pontiac     | 27    | 236  | 0          |
| 19      | 93 | Walson Gardner  | Walson Gardner           | Ford        | 23    | 232  | 0          |
| 20      | 95 | Paul Dean Holt  | Gray Racing              | Ford        | 22    | 195  | 0          |
| 21      | 8  | Ed Negre        | Negre Racing             | Ford        | 14    | 157  | 0          |
| 22      | 10 | Bill Champion   | Champion Racing          | Ford        | 11    | 129  | 0          |
| 23      | 9  | Roy Tyner       | Roy Tyner                | Pontiac     | 26    | 128  | 0          |
| 24      | 66 | Larry Manning   | John Glazebrook          | Chevrolet   | 15    | 100  | 0          |
| 25      | 5  | Earl Brooks     | Robertson Racing         | Ford        | 19    | 86   | 0          |
| 26      | 06 | Neil Castles    | Neil Castles             | Plymouth    | 25    | 61   | 0          |
| 27      | 45 | Bill Seifert    | Seifert Racing           | Ford        | 17    | 53   | 0          |
| 28      | 70 | J.D. McDuffie   | McDuffie Racing          | Buick       | 13    | 12   | 0          |
| Källor: |    |                 |                          |             |       |      |            |